# 迪瓦地区圣索沃尔
迪瓦地区圣索沃尔（法語：Saint-Sauveur-en-Diois，法語發音：[sɛ̃ sovœʁ ɑ̃ diwa]）是法国德龙省的一个市镇，位于该省中部，属于迪镇区。

## 地理
迪瓦地区圣索沃尔（44°40'50"N, 5°9'24"E）面积6.95 平方千米，位于法国奥弗涅-罗讷-阿尔卑斯大区德龙省，该省份为法国东南部内陆省份，北起顺时针与伊泽尔省、上阿尔卑斯省、上普罗旺斯阿尔卑斯省、沃克吕兹省和阿尔代什省接壤。
与迪瓦地区圣索沃尔接壤的市镇（或旧市镇、城区）包括：欧布纳松、沙斯泰勒阿尔诺、苏村、萨扬。
迪瓦地区圣索沃尔的时区为UTC+01:00、UTC+02:00（夏令时）。

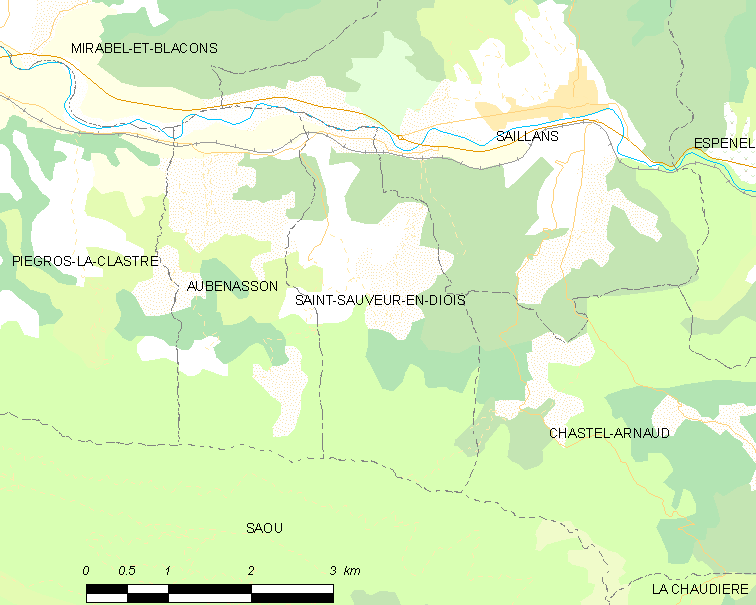
迪瓦地区圣索沃尔的OSM定位图

## 行政
迪瓦地区圣索沃尔的邮政编码为26340，INSEE市镇编码为26328。

## 政治
迪瓦地区圣索沃尔所属的省级选区为迪瓦县。

## 人口

1962-2008年间迪瓦地区圣索沃尔人口变化图示

迪瓦地区圣索沃尔于2022年1月1日时的人口数量为54人。